# ビオコ自治運動

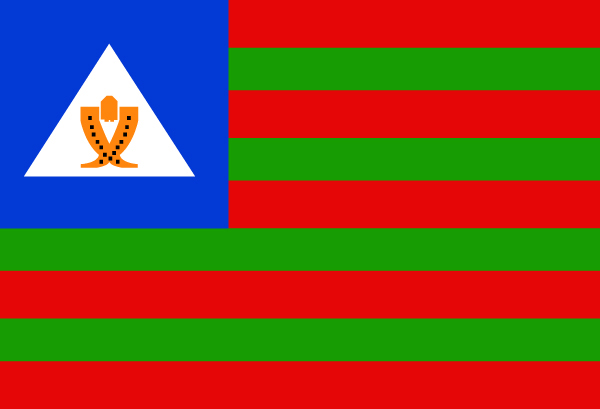
ビオコ自治運動の旗

ビオコ自治運動（ビオコじちうんどう、スペイン語: Movimiento para la Auto-determinación de la Isla de Bioko,MAIB、英語: Movement for the Self-Determination of Bioko Island）は、赤道ギニアの政党。

## 前史
赤道ギニアの統治下にあるビオコ島を、同国から分離・独立させようと結成された組織で、もとはスペイン領ギニア(現在の赤道ギニア)からの分離を狙ったブビ同盟(スペイン語: Unión Bubi)が母体。スペイン領ギニアはブビ族主体のビオコ島、ファン族主体のリオムニという主要2地域により構成されていたが、独立に際してこの2地域が統合されると、総人口で上回るファン族によりブビ族の生活・文化が脅かされる危険性があった。またスペイン統治下で優先的に権益を保障され、他の部族に比べ高度な教育を与えられたブビ族は、他の民族により特権が奪われることを極度に恐れた。よってブビ同盟は早くから、ビオコ島をリオムニから行政的に分離させるよう要求していたが、結局1968年に2地域は赤道ギニア共和国として統合、スペインから独立した。
赤道ギニア共和国のマシアス・ンゲマ初代大統領はファン族出身であり、そのもとでブビ族は徹底的な弾圧にさらされた。それまでの特権の多くが廃止され、政治運動も禁止されるなど、ブビ同盟が最も恐れていた事態が現実のものとなった。これは第2代大統領で現職のテオドロ・オビアン・ンゲマによる赤道ギニア民主党(PDGE, ファン族主体)政権が成立した後も続いている。

## 現況
ブビ同盟から分裂したビオコ自治運動は、ブビ族がビオコ島では多数派であるという条件や、伝統的なブビ族の酋長の支援を生かし、赤道ギニア政府に対し分離要求を続けている。だが政府は有力指導者に対する攻撃を間接的、ときには直接的に続け、要求を一切認めていない。多くの面で独裁的な政権に対し、国際社会は非難の声を強めていたが、近年の赤道ギニアの石油ブームで、各国政府は一転して政権側に好意的に振る舞うようになった。赤道ギニア亡命政府の問題と共に、ビオコ自治運動の活動も、政権を覆すほどの影響は今後もほとんどないと見られている。1998年1月21日にビオコ自治運動は首都マラボで暴動を起こした。ビオコ自治運動の指導者の何人かは弾圧され裁判で死刑や投獄など言い渡されたが、ビオコ自治運動の指導者であるマーティン・プエ（Martín Puye Topete）は5月、反逆の罪で軍事裁判所にかけられ、26年の投獄が宣告された。7月にプエは投獄中にマラボの病院で死亡した。死因は拷問と肺炎によるものである。スペインやアムネスティ・インターナショナルはこうした赤道ギニア政府による少数民族の弾圧は人権侵害だと批判していた。